# Etolin
Etolin (eng. Etolin Strait) je tjesnac Tihog oceana u zapadnoj Aljasci, SAD.

## Geografija
Tjesnac povezuje zaljev Kuskokwim i Beringovo more. Dug je 96 km (60 milja) i širok 48-80 km (30-50) milja. Poznato je po jakim plimnim strujama.
Nalazi se između otoka Nunivak na zapadu i Nelson i kopna Aljaske na istoku. Omeđeno je rtom Cape Etolin na sjeverozapadu i rtom Cape Corwin na jugozapadu (oba na otoku Nunivak), rtom Cape Vancouver na otoku Nelson na sjeveroistoku i rtom Cape Avinol na kopnu Aljaske na jugoistoku.

## Povijest
Tjesnac Etolin dobio je ime po Adolfu Etolinu, prvom Europljaninu koji ga je otkrio, a izvorno ga je nazvao Cookov tjesnac. Etolin je potom bio kolonijalni guverner Ruske Amerike od 1840. do 1845. godine.